# Perdita media
Perdita media är en biart som beskrevs av Timberlake 1960. Perdita media ingår i släktet Perdita och familjen grävbin. Inga underarter finns listade i Catalogue of Life.